# Homoeosoma parvalbum
Homoeosoma parvalbum is een vlinder uit de familie van de snuitmotten (Pyralidae). De wetenschappelijke naam van de soort is voor het eerst geldig gepubliceerd in 1985 door Blanchard & Knudson.